# Slovácká vinařská podoblast

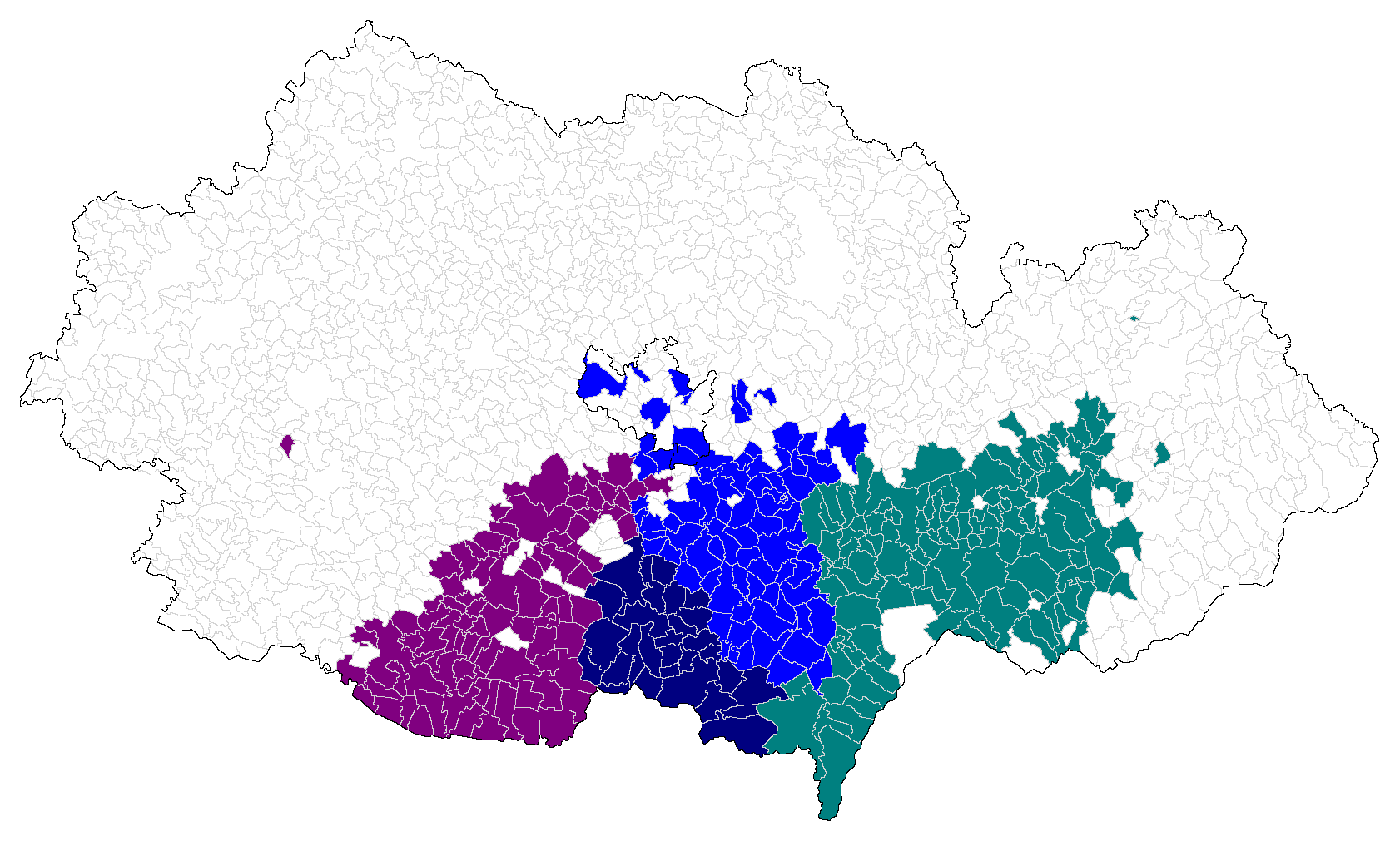
Slovácká podoblast (zeleně) na mapě moravské vinařské oblasti

Slovácká vinařská podoblast leží ve vinařské oblasti Morava a je tvořená částmi okresů Hodonín, Uherské Hradiště, Břeclav, Zlín a Kroměříž. V roce 2024 zahrnovala vinařská podoblast 118 vinařských obcí, 5900 pěstitelů a 418 viničních tratí, vlastní plocha vinic činila 4195 ha. Tato podoblast vznikla v květnu 2004 v souvislosti s novým uspořádáním vinařských oblastí, které přinesl vinařský zákon č. 321/2004 Sb. a jeho prováděcí vyhláška č. 324/2004 Sb., ve znění pozdějších předpisů.
Vinařskými centry Slovácké vinařské podoblasti jsou obce Blatnice pod Svatým Antonínkem, Bzenec, Josefov, Kyjov, Svatobořice-Mistřín, Tvrdonice, Mutěnice, Polešovice, Strážnice, Uherské Hradiště, Vracov, Žarošice.
Z pěstovaných odrůd lze jmenovat Ryzlink rýnský, Rulandské bílé, Rulandské šedé, Chardonnay, Sylvánské zelené, Tramín červený, Zweigeltrebe a Muškát moravský.

## Seznam vinařských obcí a viničních tratí
Seznam vinařských obcí a viničních tratí podle vyhlášky č. 80/2018 Sb.:
| Vinařská obec                  | Okres            | Viniční tratě |
| ------------------------------ | ---------------- | --- |
| Archlebov                      | Hodonín          | Maliny, Dubová, Panský, Padělky                                                                                           |
| Babice                         | Uherské Hradiště | Palatky |
| Blatnice pod Svatým Antonínkem | Hodonín          | Kamenice, Antonínek, Stará hora, Floriánky, Rybníčky, Nadhájčí, Dílce, Roháče, Humna                                      |
| Blatnička                      | Hodonín          | Vinohrádky, Novosady, Závaliska                                                                                           |
| Boršice                        | Uherské Hradiště | Radovany, Staré hory, Vinašovi, Horky                                                                                     |
| Boršice u Blatnice             | Uherské Hradiště | Cerekve, Jasenová, Molvy, Rovně, Zábřeží, Za hájem                                                                        |
| Břeclav                        | Břeclav          | Padělky, Prostřední čtvrtky, Na Širokých, U Letiště, Ritopeky, Dlouhé vrchy, Kolonie                                      |
| Břestek                        | Uherské Hradiště | Stráně, Soudné, Frejunky                                                                                                  |
| Buchlovice                     | Uherské Hradiště | Nové hory, Staré hory, Váhový, Čertoryje, Nové sady, Honěcko                                                              |
| Bukovany                       | Hodonín          | Bukovanská hora, Díly |
| Bzenec                         | Hodonín          | Novosady, Starý hrad, Prostřední hory, Kněží hora, Horní hory, Hašneky, Zadní hora                                        |
| Čejč                           | Hodonín          | Brněnka, V Malých, Hrubé, Kopce                                                                                           |
| Čeložnice                      | Hodonín          | Čeložnický, Horky |
| Dambořice                      | Hodonín          | Dlouhé hony, Břístí, Líchy, Lepiny, Oulehle, Sádek, Maškovec                                                              |
| Dolní Bojanovice               | Hodonín          | Staré hory, Přední hora, Zadní hora, Zvolence                                                                             |
| Domanín                        | Hodonín          | Slíny, Krefty, Vinohrádka, Pusté, Stará hora, Humna                                                                       |
| Dražůvky                       | Hodonín          | Havránky |
| Dubňany                        | Hodonín          | Díly u Barnavé kůlny |
| Hluk                           | Uherské Hradiště | Husí Hora, Staré Hory-Štěpnice, Babí Hora, Vinné Hůry                                                                     |
| Horní Lapač                    | Kroměříž         | Meziříčko, Hájek, Boří |
| Hostějov                       | Uherské Hradiště | Stará hora, Zbytky |
| Hovorany                       | Hodonín          | Díly za vinohrady, Staré hory, Podvinohradí, Dolní padělky, Zadní díly, Hovoransko                                        |
| Hradčovice                     | Uherské Hradiště | Klusince, Tobolky |
| Hroznová Lhota                 | Hodonín          | Radošov, Kopce |
| Hrubá Vrbka                    | Hodonín          | Záblatí |
| Hrušky                         | Břeclav          | Hastrmany, Újezd, Písky, Podsedky                                                                                         |
| Hýsly                          | Hodonín          | Moštěnsko, Hýselská hora                                                                                                  |
| Jalubí                         | Uherské Hradiště | Čtvrtě za kostelem, Podhoří, Vinohrádky                                                                                   |
| Ježov                          | Hodonín          | Kuče, Vrchní hora, Horky                                                                                                  |
| Josefov                        | Hodonín          | Roztrhanské, Kukvička, Homole, Žídliky u Nechor                                                                           |
| Karlín                         | Hodonín          | Vinohrady, Díly |
| Kelčany                        | Hodonín          | Hory nad Újezdem, Hory nad pastviskem, Krátké                                                                             |
| Kněždub                        | Hodonín          | Paúčené |
| Kněžpole                       | Uherské Hradiště | Úzké |
| Koryčany                       | Kroměříž         | Přední vinohrady, Kopanice, Šibenice, Kuče                                                                                |
| Kostelec                       | Hodonín          | Nová hora, Vinohrádky, Stará hora, Pod kostelem, Křakov, Klíny                                                            |
| Kostice                        | Břeclav          | Díly, Vinohrady |
| Kozojídky                      | Hodonín          | Vinohrádky |
| Kudlovice                      | Uherské Hradiště | Podhradčí-Bředské, Ohrazené, Paňháje                                                                                      |
| Kunovice                       | Uherské Hradiště | Stará hora, Nová hora |
| Kyjov                          | Hodonín          | Kameníky, Lysá hora, Stará hora, Domácí, Polámaný, Choboty                                                                |
| Labuty                         | Hodonín          | Čtvrtky, Labutská hora |
| Ladná                          | Břeclav          | Vinohrady |
| Lanžhot                        | Břeclav          | Strážové hony |
| Lipov                          | Hodonín          | Nová hora, Radostná, Kvítkovec, Horní Padělky, Hájové, Slakovská, Nivky, Trstěné, Dlouhé pole, Stará hora, Záhumenice     |
| Louka                          | Hodonín          | Dolní hora, Stará hora, Nadkútí                                                                                           |
| Lovčice                        | Hodonín          | Lovecký, Zahrádky |
| Lužice                         | Hodonín          | Záhumenice, Kratiny, Na strání                                                                                            |
| Mikulčice                      | Hodonín          | Kněžské |
| Milotice                       | Hodonín          | Šidleny, Kopce, Nad pijánkem, Jiříkovsko, Slatiny                                                                         |
| Mistřice                       | Uherské Hradiště | Javorovský Padělek, Kopce, Mistřický Padělek                                                                              |
| Modrá                          | Uherské Hradiště | Vinohrady, Na Díle |
| Moravany                       | Hodonín          | Paniháje, Vinohrady |
| Moravská Nová Ves              | Břeclav          | Stará hora, Vinohrady, Kněžské                                                                                            |
| Moravský Písek                 | Hodonín          | Hučnice, Novosady |
| Mutěnice                       | Hodonín          | Mutěnská hora, Vyšicko, Dubňanská hora, Úlehle, Hraničky                                                                  |
| Napajedla                      | Zlín             | Stará hora, Radovany, Svatojánky-Hamry, Dubová                                                                            |
| Násedlovice                    | Hodonín          | Nová hora, Stará hora, Oulehla                                                                                            |
| Nedakonice                     | Uherské Hradiště | Zadní díly, Široké, Díly od Polešovic                                                                                     |
| Nechvalín                      | Hodonín          | Borový čtvrtě, Kučky, Lovecký                                                                                             |
| Nenkovice                      | Hodonín          | Nenkůvky, Novosády, Hejdy, Syslovce, Prostřední                                                                           |
| Nový Poddvorov                 | Hodonín          | Vinohrádky, Podkovné |
| Ořechov                        | Uherské Hradiště | Cimburky, Háje, Čtvrtky                                                                                                   |
| Ostrovánky                     | Hodonín          | Čtvrtě od Věteřova, Brněnka, Zálesky, Hájky                                                                               |
| Ostrožská Lhota                | Uherské Hradiště | Stará hora, Hradíšťka |
| Ostrožská Nová Ves             | Uherské Hradiště | Šotorec, Vinné húry |
| Osvětimany                     | Uherské Hradiště | Nádborová, Včelařky-Jahodná, Jahodná, Niva                                                                                |
| Petrov                         | Hodonín          | Novosády zadní, Veselé, Růžené, Tmice                                                                                     |
| Pohořelice                     | Zlín             | Vinohrady, Vinohrádky, Bělcov                                                                                             |
| Polešovice                     | Uherské Hradiště | Růženy, Staré Hory, Újezdy, Míšky, Slunečné, Nové Hory, Novosady                                                          |
| Prušánky                       | Hodonín          | Nechory, Úlehle, Podkovné, Čtvrtky                                                                                        |
| Ratíškovice                    | Hodonín          | Hrubé pole, Nácestky, Díly, Náklo                                                                                         |
| Rohatec                        | Hodonín          | U zásady, Kratiny, Padělky                                                                                                |
| Skalka                         | Hodonín          | Pod polem, Skalecká hora, Čtvrtky, Nadskalí                                                                               |
| Skoronice                      | Hodonín          | Krátké, Na Macháčku, Příčky, Slíny                                                                                        |
| Sobůlky                        | Hodonín          | Staré hory, Buriánky, Padělky                                                                                             |
| Spytihněv                      | Zlín             | Vinohrádky |
| Staré Město                    | Uherské Hradiště | Vinohrady |
| Starý Poddvorov                | Hodonín          | Krásná hora, Nové vinohrady, Remíz                                                                                        |
| Stavěšice                      | Hodonín          | Kopečníky, Čtvrtě, Dubový, Červenice                                                                                      |
| Strážnice                      | Hodonín          | Podkovné, Žerotíny, Teplé, Dolní hory, Růžené, Stračinky, Horní hory, Svárové, Frisáky                                    |
| Strážovice                     | Hodonín          | Stará hora, Křižovský |
| Stříbrnice                     | Uherské Hradiště | Dolce, Magaše |
| Sudoměřice                     | Hodonín          | Díly za zahradou, Vápenky, Staré hory                                                                                     |
| Svatobořice-Mistřín            | Hodonín          | Stará hora, Vinohrady, Újezd, Žitné hony, Čtvrtky, Tabule, Losky, Hampíse, Příčky od Kyjova, Přední nivy, Hušpery         |
| Syrovín                        | Hodonín          | Lysiny, Stará hora, Písky                                                                                                 |
| Šardice                        | Hodonín          | Hejdy, Kameny, Dubový-Červenice, Požární čtvrtě, Padělky, Bařinové čtvrtě, Hrubý kopec, Špitálka                          |
| Tasov                          | Hodonín          | Hora zaječí, Stará hora                                                                                                   |
| Těmice                         | Hodonín          | Nad humny, Dlouhé krajinky, Bohůvky                                                                                       |
| Terezín                        | Hodonín          | Násedlovsko, Přídanky, Zadní trať díly, Doliny                                                                            |
| Topolná                        | Uherské Hradiště | Bůrovy |
| Traplice                       | Uherské Hradiště | Žlébky-Široký, V rovinách                                                                                                 |
| Tučapy                         | Uherské Hradiště | Záhumenice, Stará hora |
| Tupesy                         | Uherské Hradiště | Staré hory, Díly nad loukami, Díly nad pastviskem, Bílé hory, Za humny                                                    |
| Tvarožná Lhota                 | Hodonín          | Vrchy, Šumberky, Důbrava, Důbravka                                                                                        |
| Tvrdonice                      | Břeclav          | Nové vinohrady, Staré vinohrady, Padělky, Boří les                                                                        |
| Týnec                          | Břeclav          | Stará hora, Hájek |
| Uherské Hradiště               | Uherské Hradiště | Prostřední hora, Soví hora, Přední vinohrady, Zadní vinohrady, Vinohrady, Vrbky                                           |
| Uherský Ostroh                 | Uherské Hradiště | Obora, Lán-kolonie, Plachty                                                                                               |
| Uhřice                         | Hodonín          | Staré hory, Novosady, Čtvrtě                                                                                              |
| Újezdec                        | Uherské Hradiště | Stará hora, Dašovy, Padělky                                                                                               |
| Vacenovice                     | Hodonín          | Vinohrádky |
| Vážany                         | Uherské Hradiště | Achtele |
| Velehrad                       | Uherské Hradiště | Přední hora |
| Velký Ořechov                  | Zlín             | Kučovaniny, Vinohrady |
| Veselí nad Moravou             | Hodonín          | Borky, Třetí hony, Pod Radošovem, Lišky                                                                                   |
| Věteřov                        | Hodonín          | Novosady, Vinohrádky, Homole, Nové hory, Veselí                                                                           |
| Vlčnov                         | Uherské Hradiště | Stará hora, Pod Kojiny |
| Vlkoš                          | Hodonín          | Zmoliska, Padělky nad Zmolisky, Malé nivy, Hrubé padělky, Malé padělky, Krejty, Achtele, Horolise, Pod Vysoků, Obecňáky   |
| Vnorovy                        | Hodonín          | U svaté Anny, Vinice za sadem, Za vinohrady, Spinecko, Prostřední hora, Staré hory, Nivky, Žleby, Roviny, Vinice za sadem |
| Vracov                         | Hodonín          | Kopec, Klínky, Vinohrady u Panny Marie, Hliníky u Křivolánu, Hory                                                         |
| Vřesovice                      | Hodonín          | Stéblová, Újezdy, Nad Hačky, Stará hora                                                                                   |
| Zlechov                        | Uherské Hradiště | Žleby, Na Tupesy, Za řadovkami, Kout, Horky                                                                               |
| Žádovice                       | Hodonín          | Fěruňk |
| Žarošice                       | Hodonín          | Maliny, Syslůvky, Staré hory, Nové hory                                                                                   |
| Ždánice                        | Hodonín          | Staré hory, Nová hora, Koutný, Dubová hora, Habrůvky                                                                      |
| Želetice                       | Hodonín          | Kamenec, Želítky, Masný kopec                                                                                             |
| Žeravice                       | Hodonín          | Býková hora, Hradiska, Zadní hory                                                                                         |